# Merton
Il London Borough of Merton (/ˈmɜrtn/) è un borgo di Londra che si trova nella parte sud-occidentale della città, nella Londra esterna.

## Storia
Il borgo fu formato nel 1965 dalla fusione del Metropolitan Borough of Mitcham, del Metropolitan Borough of Wimbledon e del Distretto urbano di Merton and Morden, tutti precedentemente parte del Surrey.

## Geografia antropica

### Località
- Bushey Mead
- Colliers Wood
- Copse Hill
- Cottenham Park
- Lower Morden
- Merton Park
- Mitcham
- Morden
- Morden Park
- Motspur Park
- Phipps Bridge
- Pollards Hill
- Raynes Park
- St.Helier
- South Wimbledon
- Summerstown
- West Barnes
- Wimbledon
- Wimbledon Park